# Eonian
Eonian – dziesiąty album studyjny norweskiego zespołu black metalowego Dimmu Borgir wydany 4 maja 2018 roku przez Nuclear Blast Records. Nagrany został między styczniem a kwietniem 2017 roku w Fascination Street Studios w Szwecji. Oryginalnie produkcja albumu rozpoczęła się w 2012 roku jednak ze względu na niektóre sprawy rodzinne muzyków została opóźniona. Produkcją albumu zajął się sam zespół Dimmu Borgir. 23 lutego 2018 roku został wydany pierwszy singiel promujący album pt. "interdimensional Summit". Po dwóch singlach 4 maja 2018 album został ostatecznie wydany.

## Odbiór
Album otrzymał mieszane recenzje. W momencie kiedy takie strony jak na przykład Magazyn Gitarzysta czy Metal Injection wypowiadały się o tym albumie bardzo pozytywnie takie jak Soundi czy Metal Sucks negatywnie.

## Lista utworów
1. "The Unveiling" - 5:47
2. " Interdimensional Summit" - 4:39
3. "Ætheric" - 5:27
4. "Council of Wolves and Snakes" - 5:19
5. "The Empyrean Phoenix" - 4:44
6. "Lightbringer" - 6:06
7. "I Am Sovereign" - 6:48
8. "Archaic Correspondance" - 4:55
9. "Alpha Aeon Omega" - 5:18
10. "Rite of Passage" (utwór instrumentalny) – 5:16

## Twórcy
- Shagrath – wokale, gitara basowa, efekty basowe, instrumenty klawiszowe
- Silenoz – gitara prowadząca, gitara basowa
- Galder – gitara rytmiczna, gitara basowa
- Daray – perkusja
- Gerlioz – instrumenty klawiszowe